# Sjoerd van Ginneken
Sjoerd van Ginneken, nascido em 6 de novembro de 1992 em Heerle, é um ciclista neerlandês, profissional de 2015 a 2019.

## Biografia
Sjoerd van Ginneken nasceu em 6 de novembro de 1992 nos Países Baixos.
Ele integrou a equipa Parkhotel Valkenburg em 2012, depois se compromete em Metec-TKH Continental em 2014, consegue então os contrarrelógio por equipas da 1.ª etapa da Tour da Eslováquia e da 1.ª etapa do Czech Cycling Tour, e termina 3.º da Baronie Breda Classic.
Em 2015, torna-se profissional nas fileiras da nova equipa Roompot. que toma o nome de Roompot Oranje Pelotón durante o mês de março.
Ao mês de setembro de 2016 prolonga o seu contrato com a formação neerlandesa Roompot-Oranje Pelotón.
Ao segundo semestre de 2018, classifica-se décimo-terceiro do Circuito Mandel-Lys-Escalda. e sétimo da Carreira das uvas Finaliza a sua carreira à saída da temporada de 2019.

## Palmarés e classificações mundiais

### Palmarés
- 2014[1]
  -     - 1.ª etapa da Tour da Eslováquia (contrarrelógio por equipas)
    - 1.ª etapa do Czech Cycling Tour (contrarrelógio por equipas)

  - 3.º da Baronie Breda Classic

### Classificações mundiais
| Ano             | 2014   | 2015  |
| UCI Europe Tour | 364.º. | 842.º |